# R. Lee Ermey
Ronald Lee Ermey (Emporia (Kansas), EUA, 24 de março de 1944 – Santa Mônica (Califórnia), EUA, 15 de abril de 2018), foi um militar e ator norte-americano, mais conhecido por seu papel como o severo Sargento Hartman no Full Metal Jacket (Nascido para Matar) de 1987, que lhe valeu uma nomeação para o prêmio Globo de Ouro como Melhor Ator Coadjuvante. Ele foi sargento do Corpo de Fuzileiros Navais dos Estados Unidos, além de ser Sargento Honorário; durante seu mandato no Corpo de Fuzileiros Navais foi instrutor de novos recrutas. Outro papel de destaque da carreira de Ronald Lee Ermey e o de Sherife Hoit no filme "The Texas Chainsaw Massacre" e também na continuação "The Texas Chainsaw Massacre: The Beginning", onde ele interpreta um sherife canibal e sua família conturbada que buscam a sobrevivência e a soberania de seus desejos nefastos a todo custo.

## Carreira
Ermey tem frequentemente sido elencado para papéis de autoridade, como o Prefeito Tilman no filme Mississippi Burning, Bill Bowerman em Prefontaine, Xerife Hoyt no remake de Texas Chainsaw Massacre, Jimmy Lee Farnsworth em Fletch Lives, capitão de polícia em Seven, o Sargento comandante do exército de soldados de Toy Story, Sargento Warden em SpongeBob SquarePants (Bob Esponja Calça Quadrada), e Sargento Bunny em Father of the Pride.
Foi convidado em dois programas do History Channel: Mail Call, em que ele respondeu perguntas aos telespectadores sobre diversos assuntos militares modernos e históricos; e Lock N' Load with R. Lee Ermey, que tratou do desenvolvimento dos diferentes tipos de armas.
É conhecido popularmente nos Estados Unidos por recentemente participar de uma série de propagandas da Glock onde situações inusitadas acontecem envolvendo bandidos e pessoas comuns. Quando os bandidos descobrem que as pessoas comuns possuem uma arma para se defender Ermey sempre dispara: Somebody picks the wrong... (guy, taxi, girl) (alguém escolheu a(o) garota(o) errada(o) ou alguém escolheu o táxi errado).

## Negócios
Ermey foi cofundador da Bravery Brewing em Lancaster, Califórnia.

## Vida pessoal
Ermey casou-se com sua esposa, Nila, em 1975. Eles tiveram quatro filhos.

## Morte
Na manhã de 15 de abril de 2018, morreu aos 74 anos em consequência de uma pneumonia em um hospital em Santa Monica, Califórnia. Seu funeral foi realizado no Cemitério Nacional de Arlington.

## Filmografia
| Ano  | Nome                                                 | Personagens                                    | Notas                                                               |
| ---- | ---------------------------------------------------- | ---------------------------------------------- | ------------------------------------------------------------------- |
| 1978 | The Boys in Company "C"                              | Sargento Loyce (Instructor, Platoon 163)       |                                                                     |
| 1979 | Apocalypse Now                                       | Piloto de helicóptero Eagle Thrust Seven       | Não-Creditado                                                       |
| 1984 | Purple Hearts                                        | Gunny                                          |                                                                     |
| 1987 | Full Metal Jacket                                    | Sargento Hartman                               |                                                                     |
| 1987 | Miami Vice                                           | Detetive Sargento Ernest Haskell               | Convidado Especial "Rising Sun of Death" Episódio 9, 4ª temporada   |
| 1988 | Mississippi Burning                                  | Prefeito Tilman                                |                                                                     |
| 1989 | The Siege of Firebase Gloria                         | Bill Hafner/Narrador                           | Escritor não creditado                                              |
| 1989 | Fletch Lives                                         | Jimmy Lee Farnsworth                           |                                                                     |
| 1989 | Demonstone                                           | Coronel Joe Haines                             |                                                                     |
| 1990 | The Take                                             | Weller                                         | Filme de TV                                                         |
| 1990 | I'm Dangerous Tonight                                | Tenente Ackman                                 | Filme de TV                                                         |
| 1990 | 83 Hours 'Til Dawn                                   | Glen Fairling                                  | Filme de TV                                                         |
| 1990 | The Terror Within II                                 | Von Demming                                    |                                                                     |
| 1990 | The Rift aka Endless Descent                         | Captão Phillips                                |                                                                     |
| 1991 | Toy Soldiers                                         | General Kramer                                 |                                                                     |
| 1991 | True Identity                                        | Houston's Boss                                 | Não-Creditado                                                       |
| 1991 | Kid                                                  | Luke                                           |                                                                     |
| 1993 | Hexed                                                | Detetive Ferguson                              |                                                                     |
| 1993 | Sommersby                                            | Dick Mead                                      |                                                                     |
| 1993 | Body Snatchers                                       | General Platt                                  |                                                                     |
| 1993 | The Adventures of Brisco County, Jr                  | Marshal Brisco County Senior                   |                                                                     |
| 1993 | Double Switch (Video Game)                           | Lyle                                           | Creditado como R. Lee Emrey com a versão de cd no Sega              |
| 1994 | French Silk                                          | Chief Crowder                                  | Filme de TV                                                         |
| 1994 | On Deadly Ground                                     | Stone                                          |                                                                     |
| 1994 | Rise and Walk: The Dennis Byrd Story                 | Mr. Byrd                                       | Não Creditado(Filme de TV)                                          |
| 1994 | Naked Gun 33⅓: The Final Insult                      | Mess Hall Guard                                | Não Creditado                                                       |
| 1994 | Predefinição:Ill2                                    | Benjamin Brewster                              |                                                                     |
| 1994 | Savate                                               | Benedict                                       | Não-Creditado                                                       |
| 1994 | Love Is a Gun                                        | Frank Deacon                                   |                                                                     |
| 1994 | Kidnapped                                            |                                                |                                                                     |
| 1995 | Murder in the First                                  | Judge Clawson                                  |                                                                     |
| 1995 | Leaving Las Vegas                                    | Conventioneer                                  |                                                                     |
| 1995 | Se7en                                                | Police Captain                                 |                                                                     |
| 1995 | The X-Files                                          | Reverendo Findley                              | Episódio:"Revelations"                                              |
| 1995 | The Simpsons                                         | Coronel Leslie Hapablap                        | Voz Episódio "Sideshow Bob's Last Gleaming" Série Animada           |
| 1995 | Toy Story                                            | Sarge "Sergeant"                               | Voz Filme de Animação                                               |
| 1995 | Under the Hula Moon                                  | Lt. Col. J. P. McIntire                        |                                                                     |
| 1995 | Dead Man Walking                                     | Clyde Percy                                    |                                                                     |
| 1995 | Best of the Best 3: No Turning Back                  | Preacher Brian                                 | Não-Creditado                                                       |
| 1996 | Space: Above and Beyond                              | Sergeant Major Bougus                          | Filme de TV                                                         |
| 1996 | The Frighteners                                      | The late Master Sergeant Hiles                 |                                                                     |
| 1996 | Soul of the Game                                     | Wilkie                                         | Filme de TV                                                         |
| 1997 | Dead Men Can't Dance                                 | Sen. Pullman T. Fowler                         |                                                                     |
| 1997 | The Angry Beavers                                    | Sergeant Goonther                              | Voz Episódio "Fancy Prance/H2Whoa!" Série Animada                   |
| 1997 | Weapons of Mass Distraction                          | Billy Paxton                                   | Filme de TV                                                         |
| 1997 | Rough Riders                                         | Secretary of State John Hay                    |                                                                     |
| 1997 | Prefontaine                                          | Bill Bowerman                                  |                                                                     |
| 1997 | Cracker                                              | Lieutenant Fry                                 | Série de TV                                                         |
| 1997 | Switchback                                           | Sheriff Buck Olmstead                          |                                                                     |
| 1997 | The Sender                                           | Colonel Rosewater                              |                                                                     |
| 1998 | Gunshy                                               | Jerry                                          |                                                                     |
| 1999 | You Know My Name                                     | Nix                                            | Filme de TV                                                         |
| 1999 | Life                                                 | Older Sheriff Pike                             |                                                                     |
| 1999 | Avalanche                                            | Gary                                           |                                                                     |
| 1999 | Megiddo: The Omega Code 2                            | Presidente Richard Benson                      |                                                                     |
| 1999 | SpongeBob SquarePants                                | Prison Warden                                  | Voz Episódio"The Inmates of Summer" e "To Save a Squirrel"          |
| 1999 | Big Guy and Rusty the Boy Robot                      | General Thorton                                | Série de TV                                                         |
| 1999 | The Apartment Complex                                | Frank Stanton                                  |                                                                     |
| 1999 | Toy Story 2                                          | Sarge "Sergeant"                               | voz Animação                                                        |
| 2000 | The Chaos Factor                                     | Col. Ben Wilder                                |                                                                     |
| 2000 | Skipped Parts                                        | Caspar Callahan                                |                                                                     |
| 2000 | Roughnecks: STC                                      | Sky Marshall Sanchez                           |                                                                     |
| 2000 | Buzz Lightyear of Star Command: The Adventure Begins | Sarge                                          | Voz Série Animada                                                   |
| 2000 | Jericho                                              | Marshall                                       |                                                                     |
| 2001 | Saving Silverman                                     | Coach Norton                                   |                                                                     |
| 2001 | Recess: School's Out                                 | Colonel O'Malley                               | voz Animação                                                        |
| 2001 | Family Guy                                           | Coach                                          | voz Episódio "Mr. Saturday Knight" Série de Animação                |
| 2001 | Taking Sides                                         | General Wallace                                |                                                                     |
| 2001 | Fallout Tactics: Brotherhood of Steel                | General Barnaky                                | Voz video game                                                      |
| 2001 | Crash Bandicoot: The Wrath of Cortex                 | Wa-Wa the Water Elemental                      | Voz video game                                                      |
| 2001 | On the Borderline                                    | Capitão Elias                                  |                                                                     |
| 2001 | Real War: Air, Land, Sea                             |                                                | voz video game                                                      |
| 2001 | Real War: Rogue States                               |                                                | voz video game                                                      |
| 2002 | Run Ronnie Run!                                      | Lead Kidnapper                                 |                                                                     |
| 2002 | The Salton Sea                                       | Verne Plummer                                  |                                                                     |
| 2002 | Invader Zim                                          | Sergeant Hobo 678                              | voz Série Animada                                                   |
| 2002 | History Channel's Mail Call                          | Gunny (Ele Mesmo)                              | Série de TV                                                         |
| 2002 | Frank McKlusky, C.I.                                 | Jockey Master                                  | Não Creditado direct-to-video                                       |
| 2002 | A.K.A. Birdseye                                      | Sheriff Gathers                                |                                                                     |
| 2002 | Scrubs                                               | Pai de Janitor                                 | Participação especial Episódio "My Old Man"                         |
| 2002 | Y.M.I.                                               | John                                           |                                                                     |
| 2002 | "Fillmore!"                                          | Colonel Thrift                                 | voz Episódio "South of Friendship, North of Honor" Animação         |
| 2003 | Willard                                              | Frank Martin                                   |                                                                     |
| 2003 | The Texas Chainsaw Massacre                          | Sheriff Hoyt                                   |                                                                     |
| 2003 | Kim Possible                                         | General Sims                                   | voz Animação                                                        |
| 2004 | The Grim Adventures of Billy and Mandy               | Drill Sergeant                                 | voz Animação                                                        |
| 2004 | Father of the Pride                                  | Sergeant Bunny                                 | voz Animação] Episódio "One Man's Meat Is Another Man's Girlfriend" |
| 2005 | House MD                                             | John House                                     | Episódio "Daddy's Boy"                                              |
| 2005 | Man of the House                                     | Captain Nichols                                |                                                                     |
| 2006 | X-Men: The Last Stand                                | Sergeant                                       | voz                                                                 |
| 2006 | The Texas Chainsaw Massacre: The Beginning           | Charlie Hewitt/Sheriff Hoyt                    |                                                                     |
| 2007 | SpongeBob SquarePants                                | Unnamed drill sergeant (the Inmates of Summer) | voz                                                                 |
| 2008 | Solstice                                             | Leonard                                        |                                                                     |
| 2008 | House MD                                             | John House                                     | Episódio "Birthmarks"                                               |
| 2008 | Eleventh Hour                                        | Bob Henson (Farmer)                            | Episódio "Agro"                                                     |
| 2009 | Batman: The Brave and the Bold                       | Wildcat                                        | Série Animada                                                       |
| 2009 | History Channel's Lock N' Load with R. Lee Ermey     | Gunny (Ele Mesmo)                              | Programa de TV                                                      |
| 2010 | Toy Story 3                                          | Sarge "Sergeant"                               | voz Animação                                                        |
| 2010 | Law & Order: Special Victims Unit                    | Walter Burlock                                 | Episódio "Trophy"                                                   |
| 2011 | Family Guy                                           | Drill Sergeant with Alzheimers Disease         | Episódio "Grumpy Old Man"                                           |
| 2012 | The Watch                                            | Grumpy rural neighbor                          | Alien victim                                                        |
| 2012 | Kung Fu Panda: Legends of Awesomeness                | General Tsin (The Most Dangerous Po)           | Voz                                                                 |